# Xenoperdix obscuratus
La pernice dei Rubeho (Xenoperdix obscuratus Fjeldså e Kiure, 2003) è una specie della famiglia dei Fasianidi.

## Distribuzione e habitat

Distribuzione del genere Xenoperdix in Tanzania: in rosso, a nord, quella della pernice dei Rubeho; in blu, a sud, quella della pernice degli Udzungwa.

Questa specie è endemica dei monti Rubeho, in Tanzania.

## Tassonomia
Quella che in passato veniva riconosciuta come sottospecie, X. u. obscuratus Fjeldså e Kiure, 2003, è stata in seguito separata e trattata come specie a parte, la pernice dei Rubeho (Xenoperdix obscuratus). Essa si differenzia dalla forma nominale per le dimensioni più piccole, l'assenza di un semi-collare bianco e nero alla base della gola, rimpiazzato da una fila di piume nere, la faccia molto più scura e le copritrici alari dai margini distali color grigio chiaro che conferiscono un aspetto squamato piuttosto che barrato. Bowie e Fjeldså proposero di elevare questo taxon al rango di specie per una serie di differenze genetiche e morfologiche tra obscuratus e udzungwensis e per l'assenza di scambio genetico tra le popolazioni delle montagne Udzungwa e Rubeho; le due popolazioni presenterebbero una divergenza genetica dello 0,5% nelle sequenze mitocondriali studiate.